# Football Club Neuchâtel
Il Football Club Neuchâtel è stata una società calcistica svizzera, con sede a Neuchâtel, capitale del cantone omonimo, fondata nel 1893 con il nome di FC Neuchâtel-Rovers.
Nella sua storia ha disputato 7 stagioni consecutive nella massima serie del campionato svizzero di calcio, nell'epoca pionieristica tra la fine del XIX secolo e la metà del primo decennio del XX secolo.
Il suo miglior risultato è la disputa dei playoff di assegnazione del titolo nel 1902-03.
Nel 1906, fondendosi con il FC Vignoble, dà vita ad un nuovo club, il FC Cantonal Neuchâtel.

## Stagioni in massima serie
| Stagione | Competizione           | Piazzamento   | Note                                                      |
| -------- | ---------------------- | ------------- | --------------------------------------------------------- |
| 1898-99  | Gruppo Ovest           | Semifinalista | Sconfitto da FC Yverdon                                   |
| 1899-00  | Serie A - Girone Ovest | 2°            |                                                           |
| 1900-01  | Serie A - Girone Ovest | 4°            |                                                           |
| 1901-02  | Serie A - Girone Ovest | 4°            |                                                           |
| 1902-03  | Serie A - Girone Ovest | 1°            | Accede ai playoff per il titolo; sconfitto dal Young Boys |
| 1903-04  | Serie A - Girone Ovest | 3°            |                                                           |
| 1904-05  | Serie A - Girone Ovest | 4°            |                                                           |

## Palmarès

### Altri piazzamenti
- Campionato svizzero:

Terzo posto: 1929-1930